# خورخه کادته
خورخه کادته (انگلیسی: Jorge Cadete؛ زادهٔ ۲۷ اوت ۱۹۶۸) بازیکن فوتبال اهل پرتغال است.
از باشگاه‌هایی که در آن بازی کرده‌است می‌توان به باشگاه فوتبال برادفورد سیتی، باشگاه فوتبال سلتیک، باشگاه فوتبال برشا، باشگاه فوتبال اسپورتینگ پرتغال، باشگاه فوتبال ویتوریا ستوبال، باشگاه فوتبال سلتاویگو، باشگاه فوتبال پاتریک تیسل، و باشگاه فوتبال بنفیکا اشاره کرد.
وی همچنین در تیم‌های ملی فوتبال زیر ۲۱ سال پرتغال و پرتغال بازی کرده‌است.